# Viasat 6
A Viasat 6 (2011. február 11-ig TV6) az Antenna Group (korábban a Sony Pictures Television Networks) tematikus televíziócsatornája, mely a ’90-es évek elején indult a skandináv államokban, akkor még ZTV néven volt elérhető. 2004-től fokozatosan építették ki a fiatal férfiaknak szóló televízióadó jellegét. A csatorna a Viasat cégcsoport tagja (kivéve Magyarországon), Svédországon kívül Litvániában és az Egyesült Királyságban is fogható TV6 néven. Magyarországon 2008. január 28-án indult szintén ezen a néven, de 2011. februárjától már Viasat 6-nak hívják.

## Története
2004-től fokozatosan építették ki a fiatal férfiaknak szóló televízióadó jellegét. A csatorna a Viasat cégcsoport tagja (kivéve Magyarországon), Svédországon kívül Litvániában és az Egyesült Királyságban is fogható TV6 néven. A TV6-ot eredetileg már Svédországban vezették be 2006. május 9-én ezen a néven TV6-ként, amikor régen tesztadásával is megkezdte.
A csatorna magyarországi adásváltozatáról 2007. szeptember 26-án jelentette be a Viasat 3 akkori tulajdonosa, a Viasat Hungária Műsorszolgáltató Zrt. Nemsokkal a csatorna indulási bejelentés után 2007. szeptember 28-án védették le a nevét, illetve a logóját a Szellemi Tulajdon Nemzeti Hivatalánál.
2007. december 3-tól a Sirius 2-n, a Videoguard kódolással teszt jelleggel is elérhető volt egészen 2008. január 27-ig a csatorna, azonban hivatalosan csak az év január 28-án indult az adás, és innentől kezdve vették fel kínálatukba a magyarországi televíziós szolgáltatók a Viasat 6-ot.
Kezdetben a Magyar Telekom akkoriban T-Home márkanéven értékesített IPTV-s és műholdas kínálatában, a Diginél és néhány kisebb kábelhálózaton volt csak elérhető.
A csatorna 2008. január 29-én, egy nappal a hivatalos adás után megjelent a Vidanet és a PR-Telecom csatornakínálatában, majd február 1-jén az Antenna Digital, a Fibernet, és a T-Kábelen  bekerült a csatornakínálatában. majd 2008-2009 táján a többi kábelszolgáltató kínálatában is bekerült.
2008. augusztus 5-én teszteléssel a Digi TV műholdas csatornakínálatában is megjelent, majd másnap augusztus 6-ától hivatalosan is elérhető, ott ahol az AXN Crime régi csatornahelye volt fogható.
2010-ben néhány hétre kikerült a Digi kínálatából. Az év tavaszán a UPC platformjain is megjelent a csatorna. Május elején a műholdas UPC Direct, május utolsó hetében a UPC digitális kábeltelevíziós kínálatba is bekerült, míg június 1-jétől az analóg kábeltelevízióval rendelkező előfizetők is láthatják a csatornát.
Kezdetben TV6-nak hívták a csatornát, addig amíg a társcsatorna Viasat 3 reménykedhetett benne, hogy a néhai TV3 nevét megörökölheti. De miután semmi remény nem maradt erre, az akkori tulajdonos Modern Times Group végül úgy döntött, hogy Viasat 6-ra nevezi át, hogy közben se a logóját, se a műsorkínálatát nem érintette változás, csak a nevét mondták másképp. Az új név 2011. február 12-én lépett hatályba.
2013. január 1-jétől a reklámidejét az Atmedia értékesítette, ez év április 1-jén átállt 16:9-es képarányra és új arculatot kapott.
2015. február 11-én a Sony Pictures Television Networks megegyezett a csatornát addig tulajdonló svéd Modern Times Grouppal a magyarországi Viasat 3 és Viasat 6 kereskedelmi csatornák, illetve a Viasat Play VOD szolgáltatás megvásárlásáról, hogy tovább bővítse magyarországi portfólióját, mely egyben az AXN, az AXN White és a AXN Black lineáris csatornákat, valamint az AXN Now és az AXN Player digitális szolgáltatásokat tartalmazta.
2019. október 13-án Nagy-Britanniából az esetleg bekövetkező Brexit miatt Spanyolországba költözött és a rombuszszerű besorolást használja (+12, +16, +18 hangjelzéssel). 2020. január 1. óta a reklámidőt az RTL Saleshouse értékesíti.
A csatorna hangja korábban László M. Miksa, a Ladánybene 27 énekese volt. Jelenlegi hangja Barabás Botond.
A csatorna elsősorban 18 év feletti férfi nézők figyelmébe ajánlja, és a Viasat 3-hoz hasonlóan sorozatok és filmek láthatóak elsősorban rajta. A csatorna indulása után műsorának gerincét a tavaszi és nyári időszakban még inkább a Viasat 3-on már leadott műsorok és sorozatok ismétlése adta ki. Az akció- és sci-fi sorozatok 2019-ben kerültek le a csatornáról, így a csatorna 2019 óta csak reality-ket, vígjátékokat és filmeket sugároz. 2023-tól néhány műsor alatt azonban a Kijkwijzer holland médiahatóság korhatár besorolásait használja, ami arra utal, hogy az adót mind Hollandiában, mind Spanyolországban bejegyezték.

## Saját gyártású műsorai
- Antikhősök
- Anyám szerint vicces vagyok
- Bolondok hajója
- Celebcella
- DopeManTV
- Duma Aktuál
- Dumaszínház
- Dumaszínház: Humorterápia
- Dumaszínház: Igaz történetek
- Nethuszár
- Profik – A nagyvilág a kispadról
- Sztár Gokart
- TotalArc
- TotalCar
- Vidióták
- Zöld 25

## Vételi adatok
Az adó a Digi TV Thor 6-ján, az AXN/Sony csatornák multiplexében Conax és Nagravision 3 kódolással sugároz adást.
```
12,092 (H) GHz,
SR: 28000
FEC: 7/8
V-PID:5118, A-PID: 5218 hun, 5318 eng, P-PID: 5118
SID: 11018, NID: 4369/ vagy 6001 (műholdas elosztás)
```